# 기타큐슈 도시권

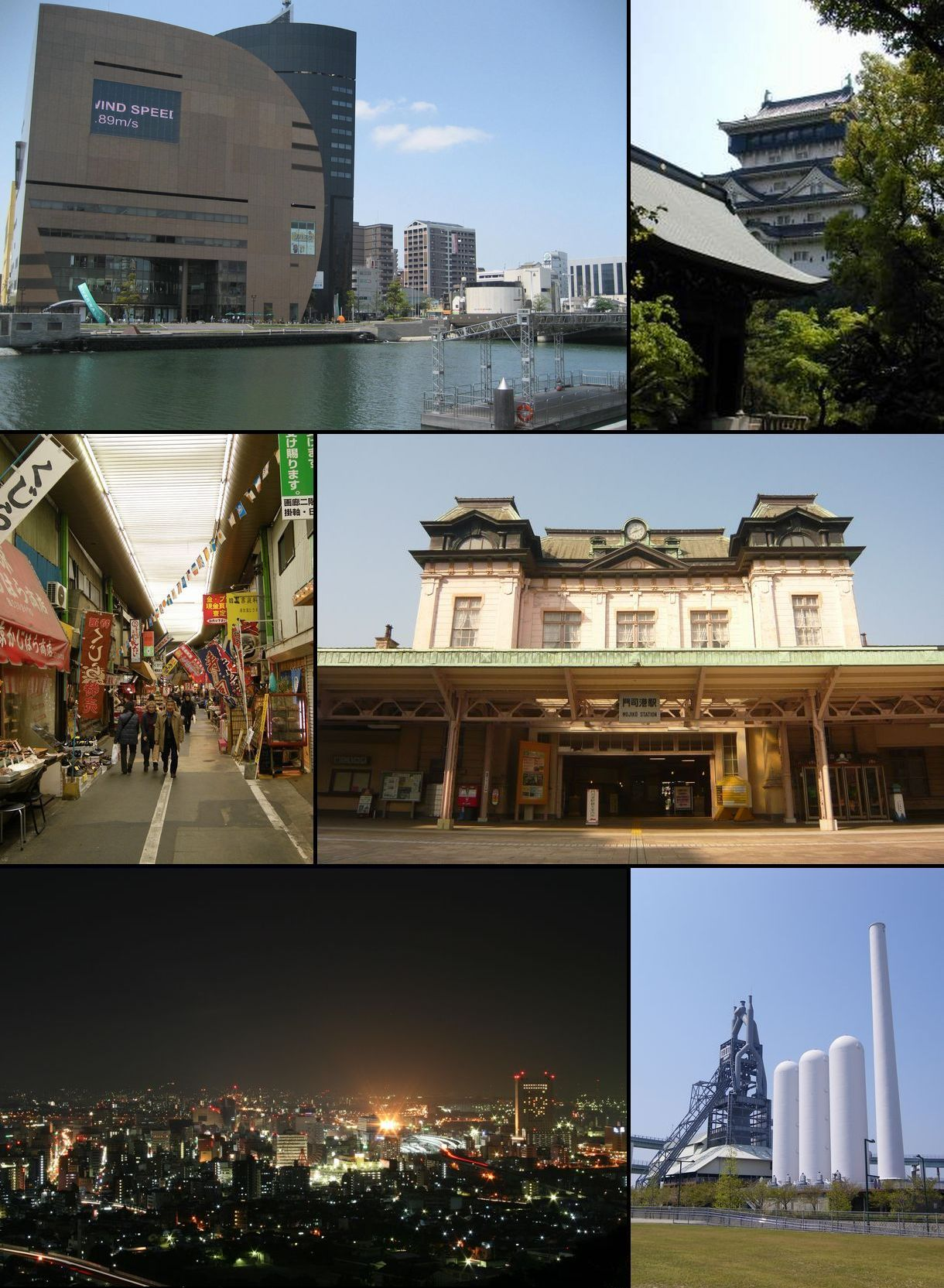

기타큐슈 도시권(일본어: 北九州都市圏 기타큐슈토시켄[*])은 기타큐슈시를 중심으로 한 도시권을 말한다.